# Charles Ramsay, 7. Earl of Dalhousie
Charles Ramsay, 7. Earl of Dalhousie (* vor 1729; † 24. Januar 1764 in Edinburgh) war ein britischer Adliger und Offizier.

## Familie, Titel und militärische Karriere
Er war der älteste Sohn des George Ramsay, Lord Ramsay († 1739) aus dessen Ehe mit Jean Maule († 1769), Schwester des William Maule, 1. Earl Panmure (1700–1782). Sein Großvater väterlicherseits war William Ramsay, 6. Earl of Dalhousie. Da sein Vater vor seinem Großvater starb, beerbte Charles am 8. Dezember 1739 seinen Großvater als 7. Earl of Dalhousie. Er diente als Captain des 3rd Regiment of Foot in der British Army. Er wurde 1753 zum Lieutenant-Colonel befördert und starb am 24. Januar 1764 in Ausübung seines Dienstes. Ramsay war nicht verheiratet und kinderlos. Deshalb gingen seine Adelstitel auf seinen jüngeren Bruder George über.